# Князівка (Рівненський район)
Князі́вка (до 1940-х років — Князьсело) — село в Україні, у Рівненському районі Рівненської області. Населення становить 902 осіб.

## Сучасне село
Село Князівка, Рівненської області, Рівненського району розташоване на берегах річок Случ та Бобер за 17 км на схід від центру громади.
У селі нараховується 460 дворів . Тут побутують народні назви вулиць-островів. А називають їх так тому, що колись прибувала вода з річки і підтоплювала частину села. Вулиця була як на острові. Звідси й пішла назва. «Трихонівка» — колись на горі жив дуже старий дід Трихон.
«Піщанка» — піщана й не родюча земля. «Хутор» — вулиця яка розташована далеко від села, роз'єднує вал через гало: «Живуть як на хуторі», кажуть у народі. «Млинок» — декілька хат, розміщених на болотистій землі поблизу ставка. Там стояв млин. Далі «Підставок» — також декілька хат. "Млинок і «Підставок» це одна велика вулиця, яка простягнулася далеко в ліс. А ще є «Горобіївка», «Собача» та «Молодіжна».
В Князівці є багато озер: «Гниле», «Кринка», «Чепіль», «Княже» та багато інших. Найбільше озеро — це «Княже». Його глибина досягає місцями до 8 м, ширина до 1 км.
Є також урочища: панське, комарова лучка, нива, березник, гумнища, заперегородь, залестє, кринка, смолова града, куп"є, великий город, виходське гало, мостища.
Розмовний діалект князівців відрізняється від навколишніх сіл району.
Наприклад, у Князівці — «велика хустка», у Тишиці — «гіда», «вокно» — у Вітковичах — «гокно».
В селі Тинному, що за 7 км від Князівки, люди ставлять наголос на «и», «е»: «хлиб», «лиї» з протягом. Одну й ту ж пісню співають по різному.
А ще в селі ростуть дуби, які не одну війну бачили, не одну історію розказали б. Є дуби яким по 700—1000 років. Люди розповідають багато цікавих історій про дуби.
Хочеться розповісти про лелек, які поселяються в Князівці. Налічується більше 12 гнізд білих лелек і одне гніздо чорні лелеки звили аж далеко в лісі. Люди кажуть: «Де сіно косив?», — «коло буськового кубла». Прилітають вони і до села. Кожної весни люди ждуть їх повернення. В народі кажуть, що щаслива та сім'я, якщо біля хати лелеки гніздо звили.
Займається населення у вільний час від повсякденної праці риболовлею, бджільництвом та ткацтвом. Житель села Беб'як Петро Васильович все своє життя присвятив «божій комасі», як він каже. Усі вулики в нього бортні «дупленки». Вуликам по 200 років, а то й більше, ще його діда, прадіда. Меду Петро Васильович не продавав. Він тримав його для пригощання гостей, а з воску робив свічки для свят, весілля.
В річках водилася дуже велика риба. Один чоловік хотів перейти через річку Бобер, бачить у воді дуб лежить. Думає: — «Перейду», як ступив, так і шубовснув у воду. А це був такий великий сом.
А ще кажуть, що між селом і хутором протікає русло нафти. Є великі запаси білої глини. Найкраща глина за якістю жовта для виготовлення цегли.
В Заплаві річки Бобер знаходиться загальнодержавний заказник «Урочище Брище–1» площею 100 га. Цей природоохоронний об'єкт створений у 1974році для охорони рідкісної водної тварини — бобра річкового поселеного в цих місцях в 1964році. Заплавний ліс прикрашають міцні дуби віком понад 100 років. Заказник «Брище–1» — це цінний куточок природи Березнівщини. Тут охороняється не тільки річковий бобер, заради збереження якого створювався заказник, а й чимало типових та рідкісних видів поліських рослин, тварин, птахів, таких як лелека чорний, болотяна черепаха.
В Князівці чудова природа і привітні люди.

### Історія
Назва села походить від назви Князь-озера, на березі якого воно знаходиться. Згідно з легендою Князь-озеро утворилося внаслідок прокльонів кріпаків, яких місцевий князь примушував працювати на Великдень. Чи дійшли до Бога людські прокльони, чи він сам не витримав такої наруги над людьми, але на тому місці, де стояв князівський маєток, земля розступилася і в тому місці стало озеро. Люди стали називати це озеро Князь-озеро.
Перші відомості про Князь-село датуються кінцем XVIII ст. Землі села в цей час належали Михайлу Леонтійовичу Корженівському, який походив з відомого на Волині роду.
Земель придатних для землеробства було мало. Болота, піщані неугіддя, дрімучий ліс оточували село. В заплаві і долині річки росли віковічні дуби, окремі з яких зберігалися до недавнього часу. Селянські наділи були невеликі, вони межували з панськими та церковними землями. Часто це просто були невеликі клаптики серед боліт. За межі земельних ділянок, за ліс зав'язувались суперечки і конфлікти, про що подавались скарги в мирський суд. Частину земель, особливо лісу, незаконно привласнив пан. Так, у книзі М. І. Теодоровича «Историко-статистическое описание церков и приходов Волынской эпархии» згадується, що в липні 1886 року селяни зрубали в лісі, який належав церкві, 3 сосни, щоб полагодити загорожу біля церкви. За це панська економія подала скаргу в мирський суд, оскільки цю землю, на той час, незаконно привласнив пан Малинський.
У лютому 1943року під час рейду тилами ворога в селі зупинився путивльський загін з'єднання С. А. Ковпака. В просторій попівській хаті (в наш час Князівська ЗОШ) 23 лютого ковпаківці святкували День Червоної Армії.
20 червня 1944 року у селі відбувся бій між українськими повстанцями та загоном НКВД. З українського боку не було втрат, з боку енкаведистів — загинуло 3 людини. Внаслідок бою зліквідовано пункт ВНОСу.
12 червня 2020 року, відповідно до розпорядження Кабінету Міністрів України № 722-р від «Про визначення адміністративних центрів та затвердження територій територіальних громад Рівненської області», увійшло до складу Березнівської міської громади.
19 липня 2020 року, в результаті адміністративно-територіальної реформи та ліквідації Березнівського району, село увійшло до складу Дубенського району.

### Легенди села

#### «Княже озеро»
Існує ще одна легенда про «Княже озеро»: Жили собі князь із княгинею. І була в них дочка. Землі в князя були родючими. Кругом ліси, болота, річки. Мав князь для свого обиходу великий город, де люди і працювали. Близенько стояв і маєток та церква.
Коли люди працювали маленькі діти гралися собі. З бідними дітьми гралася і князева дочка. Спливали роки, діти підростали.
Полюбила князева дочка бідного селянського хлопчину. Любилися, втікали на луг, під дубами слухали пташиних пісень. Дійшло діло до весілля. Заслав хлопець до князя сватів, щоб одружитися.
Князь був сердитий, кровожерливий чоловік, а ще гірша його дружина.
Вони вигнали сватів з маєтку, ще й побили. Хлопець бачить, що нема діла, — вирішили обвінчатися таємно від батьків. Назначили день для вінчання. Князь з княгинею і не підозрювали нічого.
Ось нарешті настав довгоочікуваний день. На вінчання зібралося майже все село. Церква була переповнена. Співає хор. Молодята стали під вінець. Іде відправа. Та хтось доніс князю, що його дочка вінчається у церкві з простим хлопцем таємно. Князь розсердився, закричав, заволав. Княгиня кляла свою дочку сильними прокльонами: «Де будеш вінчаться, щоб там озеро стало». Сильні були прокльони. Як грім серед ясного неба щось під землею загуло, потемніло, затріщало. Наступила повна темрява, світу білого не видно. Церква стала плавно іти під землю, фонтани води стрімко вибивались з-під землі, ось і заховались купола церкви. А на її місці утворилось красиве озеро. Вода поглинула цілу церкву разом із людьми. В народі стали називати це місце «княже озеро».
Люди кажуть, що вода в ньому цілюща, забирає негативну енергію і виділяє позитивну. Добре посидіти біля нього хоча б півгодини.

#### «Папороть»
Відомо, що з давніх часів в Україні існують перекази та легенди, у яких розповідається про чародійну силу цвіту папороті, яка ніби цвіте на свято Івана Кувала. В це глибоко вірять жителі Князівки.
За переказами, один із жителів села, у день Івана Купала був допізна на рибалці на річці Бобер. Повертався додому, коли вже смеркло. А щоб швидша було пішов лісом навпростець, та й заблукав в темноті. Говорять, що в цю ніч, нечиста сила водить лісом тих, хто ненароком попаде до неї в руки. Довго ходив рибалка лісом, поки не знемігся і сів відпочити на галявинці серед лісу, де росла папороть. І тут він згадав розповіді старих людей, які розповідали, що саме в цю ніч цвіте папороть, але щоб побачити це необхідно мати неабияку сміливість та відвагу, пройти важкі випробування. Рибалка вирішив, будь-що ждати, поки зацвіте папороть.
І тут зашумів, здригнувся ліс від страшного ричання, гулу та шуму… Зірвався страшний вітер, який гнув дерева до самого долу, кидав листя і гілля. Чорне небо прорізували громові стріли і били в дерева, землю. Все змішалося в страшному бушуванні, тріскоті, несамовитих криках невідомих істот, які хижо блищали, мов свічками, великими очима на непроханого гостя. Але ніщо не могло, злякати настирливого сміливця… Та раптом все стихло, так несподівано, як і почалося.
І, о диво, піднялося листя папороті і на високій гілці, що виросла на очах, появилася небаченої краси квітка, горіла вогнем. Бережно зірвав її рибалка і забрав з собою.
З тих пір став рибалка, володіти небаченою силою, одним поглядом він міг вилікувати людину, або навпаки, нагнати на неї хворобу. Тільки частіше в нього перемагала сила зла, адже говорять, що папороть — це квітка нечестивого.
Говорять, що рибалка розповів про папороть іншим односельцям і окремим теж вдалося добути ці квіти.
З тих пір і славиться село Князівка своїми ворожбитами. А урочище, де росте ця рослина так і назвали — Папороть.

## Населення
За переписом населення 2001 року в селі мешкало 877 осіб. 100 % населення вказало своєї рідною мовою українську мову.

## Культура

### Бібліотека
В далекі після воєнні роки в Князь-село приїхав молодий учитель Олег Іванович і відкрив в однієї старої жіночки, де він проживав на квартирі бібліотеку, яку було названо «хата–читальня». Книжок на той час налічувалось дуже мало. Олег Іванович їх збирав у вчителів, просив у жителів села і всі охоче допомагали в створені такої доброї ідеї. Книжковий фонд на той час становив 230 примірників книг. Книги розміщувались на полиці якою називали «ложечник». Були книги написані і польською мовою. Більшість з них релігійної тематики.
1951 році при сільському клубі була відкрита бібліотека і книги з хати–читальні було перенесено, тоді їх налічувалось понад 500 книг.
З 1958—1968 роки бібліотекою завідувала Лідія Іванівна з села Яблуне, а в жовтні 1968 року Князівською сільською бібліотекою завідувала Сидорук Ганна Сергіївна. Книжковий фонд становив — 2320 примірників, читачів — 725, кількість населення села Князівки становило 1280 жителів, При бібліотеці працював клуб за інтересом «Чомучка» проводились різні масові заходи до дня Перемоги, дня «Колгоспника», свято «Обжинки», «Лісового господарства», «8 Березня», «День Радянської Армії», «День Призовника», «Проводи на пенсію», вшановували ветеранів праці. та інші. На той період було багато нової літератури, періодичних видань. При сільському клубі та бібліотеці працював фольклорний ансамбль, у якому активну участь брала бібліотекар Ганна Сергіївна Сидорук.
Їхні виступи транслювались по телебаченню в передачі «Сонячні кларнети», були записи на радіо-мовлені «Золоті ключі», виступали з «Купайлом» в інших районах Рівненської області та займали призові місця. Були неодноразово нагороджені грамотами, подяками та цінними подарунками.
У 1997 році Князівську бібліотеку-філіал № 31 було закрито і бібліотечний фонд було перенесено в Князівську ЗОШ І-ІІІ ступенів.
В 2001 році бібліотеку перенесено в приміщення колгоспної контори.
З листопада 2007 року бібліотека має нове приміщення в сільському клубі і завідує нею Кривчик Лариса Миколаївна, яка працює на 0,5 ставки Бібліотека щорічно обслуговує понад 350 читачів. Книжковий фонд становив: 7547 примірників — художня література, 3702 — підручники.
У 2013 році завідувачкою бібліотеки переведено на 0,75 ставки. Книжковий фонд становив: 5931 — примірників художньої літератури, у том числі 2925 — підручників.
10 серпня 2014 року бібліотеку перенесено в приміщення дошкільного навчального заклад «Пролісок».
З метою залучення читачів до бібліотеки, книги та читання організовуються вікторини, конкурси, огляди творчості, історичні години, виставки українських вишивок сільських вишивальниць, зустрічі з сільськими майстрами, місцевими поетами. Для найменших користувачів проводяться конкурси малюнків, віршів, організовуються виставки — хобі, усні журнали, бібліотечні заняття, лялькові вистави, ігровий куточок для всіх вікових груп, де відвідувачі можуть пограти в шашки, шахи, дитячий більярд, та складати картонні пазли.
Найменші читачі полюбляють працювати з журналом «Барвінок», де розгадують кросворди, ребуси, розгадувати плутанки і дізнаватись багато цікавого. За це були нагороджені грамотами й подарунками від журналу «Барвінок». До видавництва журналу «Долоньки» бібліотека надсилає вірші користувачів, посмішки та оповідання.
Щороку беруть участь в обласному фестивалі «Провесінь».
Завідувачка бібліотеки є учасником народно-фольклорного аматорського колективу села. Піснями, які радують не тільки односельчан, а й жителів районну та області. жителів.
У 2008 році в бібліотеці був створений краєзнавчий куточок «З бабусиної скрині» куди читачі принесли із своїх домівок старі речі: гребінь, масло-бійка, рубель, веретено, постоли, бердо, український жіночий одяг, чоловіча полотняна сорочка, рушники, вишита скатертина… Із задоволенням найменші відвідувачі бібліотеки люблять їх переглядати. З 2012 року створена електронна база даних читачів в автоматизованій бібліотечній програмі ІРБІС. Бібліотека розпочала роботу по формуванню електронних ресурсів краєзнавчого змісту: історії села Князівка, бібліотеки та церкви. Документи розміщені в повнотекстовій базі даних «Краєзнавство» в АІБС ІРБІС
Бібліотека здійснює довідково-бібліографічне обслуговування користувачів з обмеженими фізичними можливостями Бібліотекар для таких категорій здійснює книгоношення.
В практику роботи бібліотеки впроваджені нові форми роботи: вільний обмін книгами (букросинг). В листопаді 2014 року створений ігровий куточок для маленьких читачів де зібрана дитяча література, формуються тематичні папки з цікавою інформацією. Волонтери бібліотеки допомогли зібрати м'які іграшки та настільні ігри.
Бібліотека надає довідки з питань сільського господарства: бджільництво, птахівництво, рибальство. На допомогу навчально-виховному процесу формуються рекомендаційні списки літератури, фонд електронних ресурсів краєзнавчої тематики на CD DVD дисках: вірші, пісні, повні тексти творів з української та зарубіжної літератури 5-9 клас. У 2014 році бібліотека була учасником районного семінару-практикуму де представила досвід «Інформаційно-бібліографічна робота публічно- шкільної бібліотеки», та семінарі для вихователів ДНЗ «Співпраця бібліотеки з дитячим садочком».